# Paolo Pucci di Benisichi
Paolo Pucci di Benisichi (Palermo, 15 febbraio 1941 – Roma, 30 maggio 2013) è stato un diplomatico italiano, Segretario generale del Ministero degli Affari Esteri dal 2005 al 2007.

## Biografia
Paolo Pucci di Benisichi nasce a Palermo da un'antica famiglia aristocratica, dove si laurea in giurisprudenza all’Università degli Studi di Palermo nel 1963. L’anno successivo, a seguito di concorso pubblico, entra nella carriera diplomatico-consolare ed è assegnato al Servizio NATO della Direzione degli Affari Politici .
Nel 1968, Paolo Pucci è trasferito a Buenos Aires; poi è nominato console a Smirne (1971) e, nel 1973, è assegnato all’ambasciata d’Italia a Bucarest. Tre anni dopo rientra a Roma, ancora alla Direzione generale degli Affari Politici e, nel 1980, è destinato  a Bruxelles, alla Rappresentanza italiana permanente presso la NATO.
Nel 1984 è nuovamente alla Direzione degli Affari Politici, prima come capo ufficio e poi alle dirette dipendenze del direttore generale. Nel 1988 è a Vienna in qualità di capo delegazione alla Conferenza sulle trattative per la riduzione mutua e bilanciata delle forze armate in Europa Centrale (MBFR) e alla conferenza per il negoziato sulle forze armate convenzionali in Europa (CFE), con titolo e rango di ambasciatore.
Tra il 1994 e il 1998 Paolo Pucci è a capo della Rappresentanza italiana permanente presso il Consiglio d'Europa, a Strasburgo. Successivamente viene nominato dal governo Prodi I Ambasciatore italiano a Madrid, con credenziali di ambasciatore anche per il Principato di Andorra (1998-2002). In questo periodo la sua apprezzata attività è stata soprattutto volta ad un rafforzamento delle relazioni bilaterali. Torna nuovamente alla Farnesina con l’incarico di Direttore generale per i Paesi dell'Europa, per poi essere nominato Capo del cerimoniale diplomatico della Repubblica .
Il 18 luglio 2005 Paolo Pucci di Benisichi viene nominato, dal Ministro degli affari esteri Gianfranco Fini, Segretario generale del Ministero degli affari esteri, sino alla data del suo collocamento a riposo (12 settembre 2007) .
È morto il 30 maggio 2013 a Roma, venendo sepolto nella tomba di famiglia a Petralia.